# Земплинске-Врхи
Земплинске-Врхи (словац. Zemplínske vrchy) — небольшой горный массив в восточной Словакии на территории Земплина. Относится к Матранско-Сланской области Внутренних Западных Карпат. Наивысшая точка — гора Розглядня, 470 м.

## Геология
Некоторые авторы рассматривают Земплинске-Врхи как отдельную тектоническую единицу. Весь горный хребет окружен молодыми (неогенными) отложениями. Около деревни Биште порода образована горными кристаллическими минералами. 